# Kmart
Kmart, ocasionalmente estilizado como K-Mart o kmart, fue una cadena de tiendas de descuento con sede en Estados Unidos. Fundada en 1962, llegó a convertirse en la tercera cadena más grande de tiendas de descuento en el mundo, detrás de Walmart y Target, con sucursales en Estados Unidos, Puerto Rico, las Islas Vírgenes y Guam.El 20 de octubre de 2024 cierra su última ubicación en Bridgehampton, en la ciudad de Nueva York, luego de un día de descuentos con más del 80% en toda la tienda, quedando abandonada.
En su punto álgido, en 1994, operaba 2.486 tiendas en todo el mundo, incluidas 2.323 tiendas de descuento y ubicaciones Super Kmart Center en Estados Unidos. En 2005, la cadena quebró y se fusionó Sears, formando una nueva empresa bajo el nombre Sears Holdings Corporation, que se mantuvo hasta 2019, cuando entró de nuevo en bancarrota y Transform SR Brands LLC compró todos sus activos.
Kmart era conocida por sus en: Blue Light Specials, lit. 'Especiales del Luz Azul', que ocurrían cuando, sorpresivamente, un trabajador iluminaba con sirenas de policía una sección de la tienda, ofreciendo descuentos en la misma. En el apogeo de la popularidad de Kmart, la frase «atención, compradores de Kmart» también entró en el psique popular de los EE.UU., apareciendo en tales películas como Troop Beverly Hills, Six days, seven nights, Beetlejuice, y Dawn of the dead.
La sede mundial de Kmart estuvo inicialmente en Troy, Míchigan, y, tras su fusión con Sears, fue reubicada a Hoffman Estates, Illinois. Kmart también existe en Australia y Nueva Zelanda, pero ya no tiene relación a las tiendas estadounidenses excepto en nombre, después de que la equidad de la empresa estadounidense en su contraparte australiano fue comprada a finales de los años 1970.
Kmart se cerro el 20 de octubre del 2024, Al no poder competir con los bajos precios de Walmart y los productos más a la moda de Target, Kmart pidió protección ante acreedores a inicios del 2002 — convirtiéndose en la mayor tienda por departamentos estadounidense en tomar esa medida — y anunció que cerraría más de 250 tiendas.

## Historia

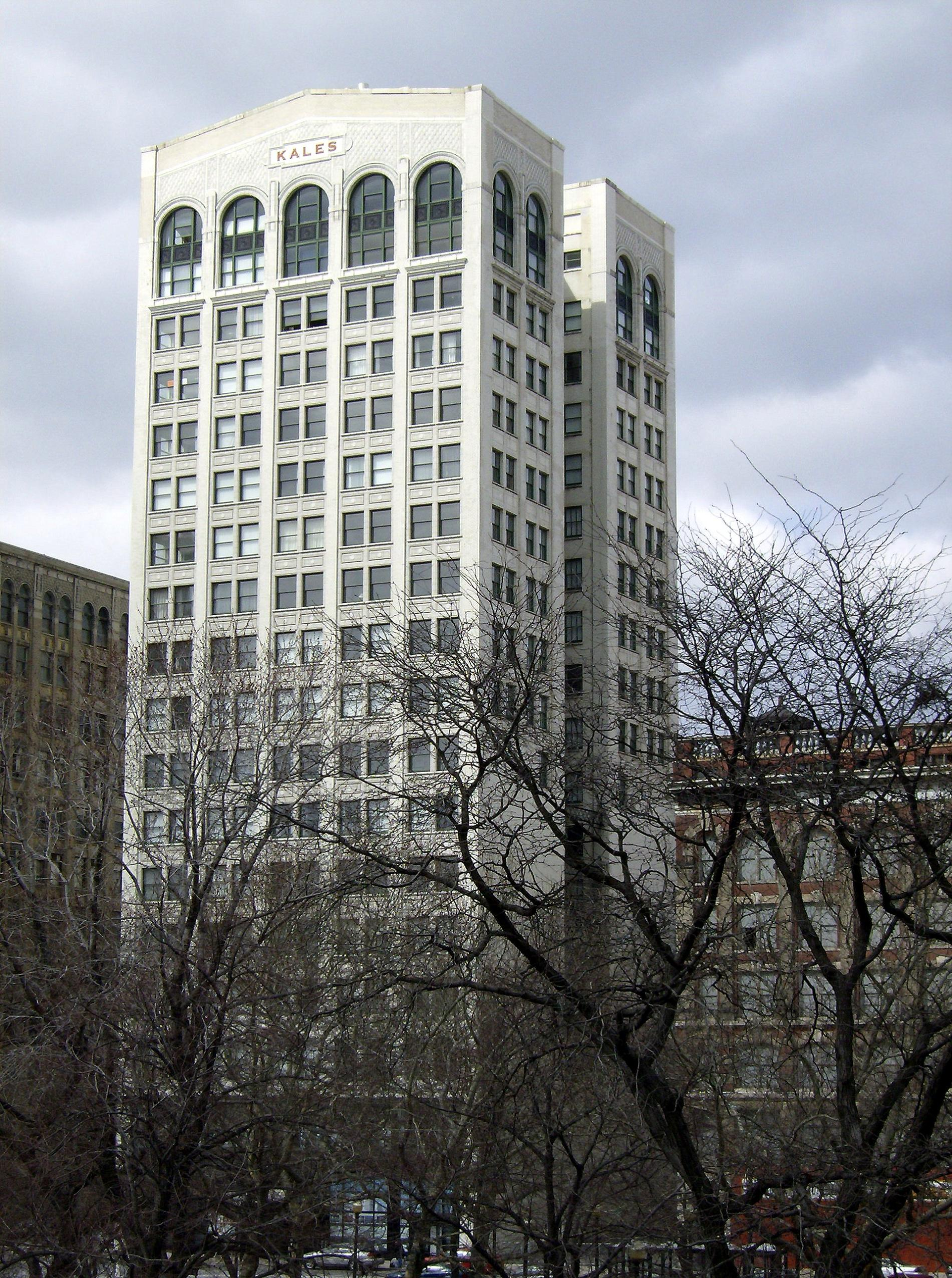
La sede de la S.S. Kresge Company en el centro de Detroit, construida en 1914.

Sebastian S. Kresge, el fundador de la empresa que se convertiría en Kmart, se asoció con Frank Woolworth, un pionero de las tiendas de todo a 100, mientras trabajaba como vendedor ambulante en Woolworth. En 1897, Kresge invirtió en dos "five and dime stores" ("tiendas de cinco y diez centavos" en inglés) con su amigo John McCrory; estas fueron las primeras tiendas de S.S. Kresge. En 1907, Kresge compró su parte a McCrory. Continuó en esto por dos años, y en 1899, otra empresa con Charles J. Wilson, invirtiendo $8.000 en dos tiendas de "cinco y diez centavos", unade ellas en el centro de Detroit, Míchigan (para la cual negoció con McCrory).
En 1912, Kresge refundó la S.S. Kresge Corporation, que contaba ahora ochenta y cinco tiendas. La empresa salió a la Bolsa de Nueva York el 23 de mayo de 1918. Durante la Primera Guerra Mundial, Kresge decidió elevar el límite en los precios en sus tiendas a $1. En 1924, el conglomerado ya valía $375.000.000 ($5.000.000.000 en dólares de 2009) y Kresge era personalmente dueño de bienes raíces con un valor aproximado de $100.000.000. La cadena siguió creciendo mucho, pasando de 257 tiendas en 1924 o a 597 en 1929. Kresge se jubiló en 1925, justo antes de que la Gran Depresión redujera la rentabilidad de la cadena y forzara a cerrar tiendas, que contaban a 682 en 1940. La venta minorista después de la Segunda Guerra Mundial había cambiado mucho, y, con la migración masiva a los suburbios, Kresge cerró y fusionó muchas tiendas urbanas, disminuyendo su total de tiendas en 1954 a 616.[cita requerida]
Bajo el liderazgo de Harry B. Cunningham, S.S. Kresge Corporation abrió la primera tienda bajo la marca Kmart el 1 de marzo de 1962, en Garden City, Míchigan, pocos meses antes del primer Wal-Mart. Esta fue seguida por 18 otros Kmart ese mismo año, y la cadena de supermercados Ksmart Foods durante la misma década. El fundador de la empresa, Sebastian Kresge, falleció el 18 de octubre de 1966.
Al mismo tiempo, varias tiendas de bajo rendimiento en la cadena se fueron convertiendo en  "Jupiter Discount Stores", concebidas como tiendas de descuento. En los 70, las tiendas de Kresge, Jupiter, y Kmart compitieron contra Zayre, Amers, Hill's, y las cadenas operadas por  MMG-McCrory Stores (McCrory, McLellan, H.L. Green, J.J. Newberry, S.H. Kress, TG&Y, Silver's, y eventualmente, G.C. Murphy Co.). 
En 1977, S. S. Kresge Corporation cambió su nombre a Kmart Corporation. En 1987, la Kmart Corporation vendió sus tiendas restantes de Kresge y Jupiter en los Estados Unidos a McCrory Stores, y las marcas fueron casi totalmente suspendidas, aunque las tiendas canadienses de Kresge y Jupiter continuaron sus operaciones hasta 1994.

### Cambios para Kmart

El logotipo original de Kmart, usado hasta 1990. Este logotipo también fue utilizado por Kmart Australia desde 1980 hasta 1991.

Durante los 1980, las fortunas de la empresa comenzaron cambiar; muchos de las tiendas de Kmart fueron consideradas anticuadas y en un estado de descomposición, pues la dirección de la empresa dirigía su atención a otras empresas que había adquirido o creado, tales como The Sports Authority, Builders Square, y Waldenbooks.
En 1990, en un esfuerzo para cambiar su imagen, Kmart introdujo un nuevo logotipo. Descartó su logotipo anterior de una letra itálica K con la palabra mart en turquesa a favor de una letra K en rojo, con la palabra mart en escritura y contenida desde la misma. Poco después, se remodelaron algunas de sus tiendas, aunque no todas, y se comenzó a usar el eslogan Today's Kmart.
La empresa también comenzó ofrecer productos en asociación con Martha Stewart, Kathy Ireland, Jaclyn Smith, Thalía, Sesame Street y Disney. Rosie O'Donnell y Penny Marshall fueron unas de las portavoces más reconocidas de la empresa.

### Kmart Super Center y Big Kmart

Logotipo de Big Kmart

Kmart Super Center (Super Kmart) abrió una ubicación de 13.700 m² en 1991 en Medina, Ohio, que contó con una tienda de comestibles de servicio completo, así como mercancía general. Sin embargo, esta ubicación fue reducida en 2011 y fue una de varias tiendas Kmart que cerraron a principios de 2012. La segunda ubicación original de Kmart Super Center abrió en Montrose, Ohio, con el primer centro en gran escala para alquiler de vídeos en la historia de la cadena, así como un menú de cocina china para llevar a cabo. Esta ubicación ha también cerrada. La mayoría de los Kmart Super Centers varían en tamaño, de 13.000 m² a 18.000 m². Las ubicaciones actuales cuentan con panaderías internas, carnes y mariscos frescos, y una delicatessen completa.
Big Kmart abrió en Chicago (Illinois), el 23 de abril de 1997. El formato se centra en textiles para el hogar, ropa para niños, y consumibles. La mayoría de las tiendas Kmart fueron remodeladas con ese formato durante los años 1990, y la mayoría de esas fueron convertidas en tiendas regulares de Kmart con la introducción del nuevo logotipo.

### El "Blue Light Special" y los cierres de 1994

El logotipo clásico de Kmart, una letra roja K con mart en escritura, fue utilizado desde 1990 hasta 2004. Permanece aun en uso en muchas ubicaciones viejas.

El "Blue Light Special" (lit. "Especial de la Luz Azul"), originalmente introducido en 1965, fue retirado en 1991. La empresa reintrodujo el "Blue Light Special" en 2001, pero lo suspendió de nuevo en 2002. El concepto fue brevemente revitalizado en 2005, aunque entonces Kmart no tenía planes para utilizarlo a plazo largo.
Los "Blue Light Specials" se revivieron de nuevo en 2009 en los sábados, ofreciendo ventas de hora completa por sorpresa en mercancía seleccionada.
En 1994, Kmart cerró 110 tiendas. A diferencia de sus competidores Walmart y Target, no había invertido en tecnología informática de gestión de su cadena de suministro. Además, Kmart mantuvo un dividendo alto, lo que redujo la cantidad de liquidez disponible para la mejora de sus tiendas. Muchos analistas empresariales también criticaron a la corporación por ser incapaz de crear una imagen de marca coherente.

### Quiebra

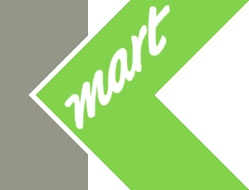
Un logotipo de color lima que Kmart utilizó para sólo cinco ubicaciones.

El 22 de enero de 2002, Kmart declaró una quiebra bajo el liderazgo de su director ejecutivo entonces actual, Chuck Conaway, y su presidente entonces actual, Mark Schwartz. Conway, quien tuvo éxito en construir la CVS Corporation, había aceptado una oferta para tomar el timón en Kmart, junto con un préstamo de alrededor de 5 millones de dólares. En un escándalo similar a lo que involucró Enron, Conaway y Schwartz fueron acusados de engañar accionistas y otros oficiales de la empresa sobre la crisis financiera de la empresa mientras ganando millones de dólares y presuntamente gastar el dinero de la empresa en aviones, casas, barcos, y otros lujos. En una conferencia para los empleados de Kmart en el 22 de enero, Conaway aceptó «toda la culpa» para el desastre financiero. Cuando Kmart surgió de su quiebra, Conaway fue obligado a renunciar su posición, y se pidió volver a pagar todos los préstamos que había tomado.
Después de despedir a Conaway y Schwartz, Kmart cerró más de 300 tiendas en los Estados Unidos y despidió alrededor de 34.000 trabajadores como parte de su proceso de reestructuración. Kmart introdujo cinco tiendas prototipos con un logotipo nuevo, una disposición rediseñada, y una combinación de los colores lima y gris: una en el Municipio de White Lake, Míchigan, una comunidad cuasi-rural cerca de Detroit, Míchigan, y cuatro en el centro de Illinois (específicamente en Peoria, Pekin, Morton, y Washington). La disposición nueva se promocionó como tener pasillos más anchos, una selección mejorada, y mejor iluminación, y el nombre de la ciudad o pueblo se mostró debajo del logotipo nuevo de Kmart en la entrada. Sin embargo, Kmart no podía pagar para un despliegue a gran escala. El concepto prototipo de color lima fue abandonado para un concepto nuevo, con el logotipo de Kmart en color naranja, que se lanzó en nueve tiendas de prueba a lo largo de los Estados Unidos.
Mientras la empresa estaba en quiebra, ESL Investments, un fondo de cobertura controlado por Edward Lampert, compró una cantidad significativa de la deuda pendiente de Kmart. Lampert trabajó para acelerar el proceso de quiebra, y el 6 de mayo de 2003, Kmart oficialmente surgió de su protección de quiebra como Kmart Holdings Corporation. El 10 de junio de 2003, comenzó cotizar con NASDAQ con el símbolo de teletipo KMRT, con Lampert como su presidente y ESL Investments controlando un 53% de la nueva empresa. Lampert despidió las preocupaciones que la empresa menor estaría en desventaja, declarando que «El enfoque que una gran cantidad de personas tienen en el negocio de venta al por menor centra en la venta, pero ventas sin beneficios no le permiten a una empresa ser exitosa a largo plazo.» Comenzó mejorar el balance general de la empresa reduciendo su inventario y costes y cerrando tiendas de bajo rendimiento. En el cuarto trimestre de 2003, Kmart publicó su primer trimestre con ganancias en tres años, aunque desde entonces, ha regresada a una pérdida de operación.

### Fusión con Sears
El 17 de noviembre de 2004, Kmart anunció su intención de comprar Sears, Roebuck and Company. Como parte de la fusión, la Kmart Holdings Corporation cambiaría su nombre a Sears Holdings Corporation. La corporación nueva anunció que continuaría operar tiendas bajo tanto la marca de Sears como la de Kmart. Alrededor de este tiempo, Kmart cambió su logotipo de una letra K en rojo con la palabra mart en escritura a una letra K en rojo con el nombre de la cadena en letras minúsculas por debajo de él. La mayoría de las tiendas de Kmart ahora utilizan este logotipo en sus señalizaciones, con unas solamente utilizando la letra K en rojo y la palabra mart debido a preocupaciones de espacio. La sede de Kmart se reubicó a Hoffman Estates, Illinois, y el complejo desmadejado de la sede anterior en Troy, Míchigan, estaba previsto para demolición.
En 2005, la empresa comenzó renovar unas tiendas de Kmart y convirtiéndolas al formato de Sears Essentials; estas tiendas fueron posteriormente convertidas al formato de Sears Grands.

### Kmart después de su fusión con Sears

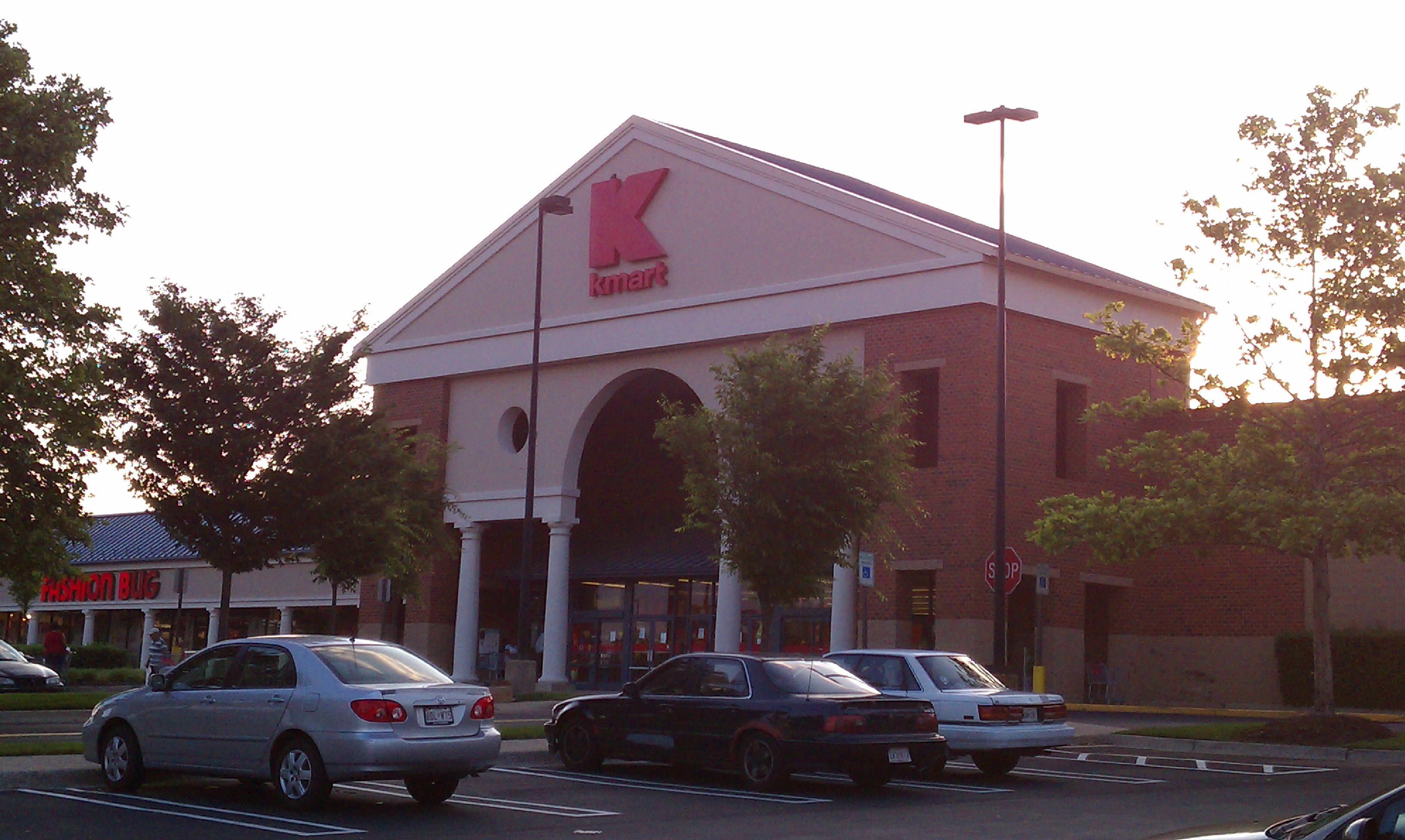
Una tienda remodelada de Kmart en Gaithersburg, Maryland.

En 2006, Kmart comenzó remodelar tiendas a un diseño de prototipo centrado en el color naranja. Los interiores de las tiendas se cambiaron de su color típico de blanca y azul a un nuevo esquema con los colores de naranja y marrón, y las alturas de las plataformas se redujeron para crear mejores líneas de visión. Las tiendas remodeladas contienen un departamento para electrodomésticos de Kenmore Appliances y la mayoría de ellas tienen un departamento para equipos de Craftsman, que antes de la fusión habían sido exclusivo a las tiendas de Sears. Unos centros automotores que se quedaron vacante por Penske después de que Kmart declaró quiebra han sido convertidos a Sears Auto Centers. A partir de 2009, 280 tiendas han sido remodelados a este nuevo prototipo. Para la mayoría de estas tiendas, Kmart retiró el logotipo "Big Kmart" y lo reemplazó con el logotipo actual. En unos de las tiendas más grandes el logotipo viejo permanece en uso.
En julio de 2009, Sears Holdings abrió su primera tienda de electrodomésticos con la marca Sears dentro de una Kmart. La tienda dentro de una tienda, con un tamaño de 370 m², abrió desde lo que fue anteriormente el departamento de jardín de una Kmart en Birmingham, Alabama. Tiene dos tercios del tamaño de los departamentos de electrodomésticos en la mayoría de las tiendas Sears, pero es más grande que los departamentos de electrodomésticos en las tiendas remodeladas de Kmart, que tienen un tamaño de 230 m².
En octubre de 2009, se informó que Kmart y Martha Stewart Living Omnimedia no lograron llegar a un nuevo acuerdo. Esto vino después de que Stewart hizo comentarios en CNBC que su línea en Kmart había deteriorada, particularmente después de la fusión entre Kmart y Sears.
En noviembre de 2009, Kmart reportó el primer aumento año tras año en sus ventas desde 2005, y sólo el segundo tal aumento desde 2001.
El 27 de diciembre de 2011, después de pobres resultados por parte de sus compradores navideños, Sears Holdings anunció que 100 a 120 tiendas de Sears y Kmart estarían cerrando.kmart sigio sigio cerrando tiendas desde 2011 para 2018 kmart tenía 360 tiendas y en octubre Sears holdings declaro bankarota transholco create per Eddy lampert compro 224 Sears y 202 kmarts en 2019 una tienda cerro en mayo en Walla walla Washington y en agosto 
6 kmart anuncio que cerradia 5 kmart para octubre 2019 entre agosto 5 y 23 kmart anuncio otras 4 kmarts cerradian en agosto 29 se anunció 77 mas kmart cerrarian en diciembre 2019 después de esto kmart estará absiente on 27 estados ref>CBS News (27 de diciembre de 2011). «Sears to close 100 to 120 Kmart, Sears stores» (en inglés).</ref>

## Conceptos de tiendas

### Últimos conceptos

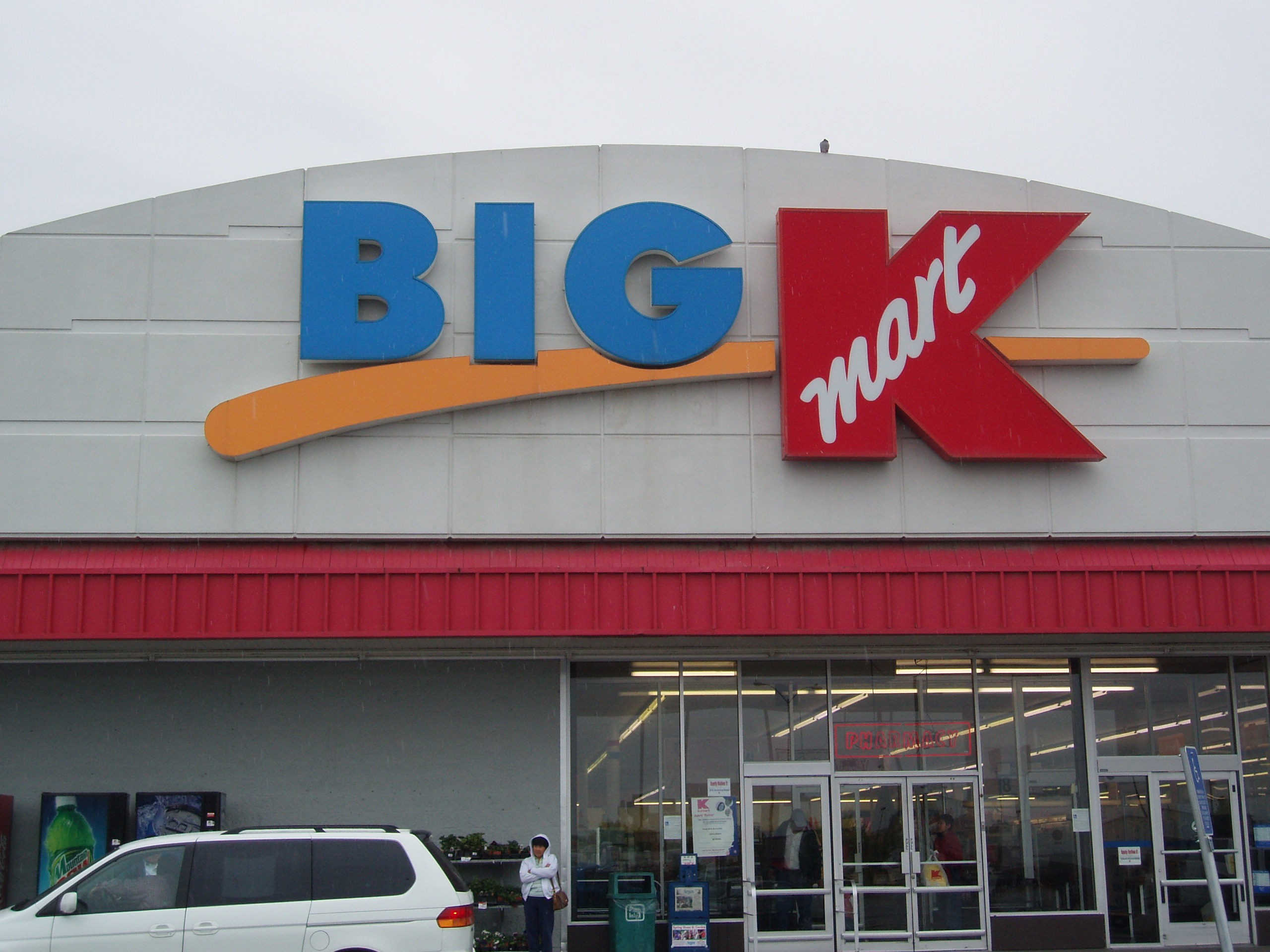
El exterior de una tienda típica de Big Kmart en Ontario, Oregón.

- Kmart fue una cadena de tiendas de descuento que usualmente son independientes o ubicadas en las strip malls o alamedas de banda. Llevan dispositivos electrónicos, música, películas, sábanas, herramientas, equipamiento deportivo, indumentaria, juguetes, joyería, material de oficina, productos de salud y belleza, decoración del hogar, y una selección limitada de ultramarinos. Muchas tiendas también tienen un centro de jardinería, un centro de impuestos de la cadena Jackson Hewitt, una farmacia, y usualmente un K-Café o un deli que sirve hot dogs de la marca Nathan's Famous, así como pizza. Las tiendas de Kmart van desde 7.432 hasta 930 m². Unas de estas tiendas fueron convertidas a tiendas de Super Kmart, y la mayoría de ellas fueron convertidas a tiendas de Big Kmart. Variantes urbanas con múltiples niveles son ubicadas en Middle Village, Queens, Nueva York; Southbury, Connecticut; y Filadelfia, Pensilvania. La tienda más grande de Kmart en el mundo se ubica en Guam. Su última sucursal completa se ubicó en Bridgehampton, Nueva York, cerró el 20 de octubre de 2024.
- Big Kmart es una cadena de tiendas de descuento que llevan todo que una tienda regular de Kmart lleva, pero con una énfasis en diseño interior, indumentaria para niños, y más ultramarinos, tales como carne y aves de corral, productos horneados, productos congelados, y una selección extendida (pero limitada) de productos hortícolas; sin embargo, no incluyen una panadería, una delicatessen, o fruto de mar. Las tiendas de Big Kmart van desde 7.803 hasta 11.148 m². Las tiendas de Big Kmart también cuentan con un centro de jardinería, una farmacia, una sucursal de un banco local, un centro de impuestos de la cadena Jackson Hewitt, un estudio de retratos de la cadena Olan Mills, un arcade, una K-Café o un restaurante de pizza Little Caesars, y ocasionalmente una gasolinera expresa. Desde la fusión entre Kmart y Sears, muchas de estas tiendas han sido remarcadas como simplemente Kmart.
- Kmart Super Center fue una cadena de hipermercados que llevan todo que una tienda regular de Kmart lleva, pero también tienen una sección completa de ultramarinos con carne y aves de corral, productos horneados, una delicatessen, productos hortícolas, y fruto de mar. Las tiendas de Kmart Super Center van desde 13.006 hasta 17.651 m². Estas tiendas también se conoce como Super Kmart. Las tiendas de Kmart Super Center también incluyen un centro de jardinería, una sección para alquiler de vídeos, una sucursal de un banco local, un arcade, un estudio de retratos, un centro de impuestos de la cadena Jackson Hewitt, una farmacia, y usualmente un café de deli o un restaurante de pizza Little Caesars. Varias tiendas también incluyen gasolineras expresas, y la mayoría tuvieron un centro automotriz. Sólo 32 tiendas de Super Kmart permanecen en actividad;[32] la mayoría de las tiendas Super Kart fueron cerradas durante las dos rondas de cierres en 2002 y 2003, y 20 habían quitado sus ultramarinos, convirtiéndose en ubicaciones de Big Kmart y Sears Grand.[33] Unas de las tiendas sobrevivientes de Super Kmart estaban en regiones sin una presencia fuerte de Walmart, incluyendo Ohio y Míchigan. Una ubicación típica de Kmart Super Center vende alrededor de 30 millones de dólares de mercancías durante un año fiscal. A finales de los años 1990 y a principios de los años 2000, variantes urbanas con múltiples niveles fueron abiertas que incluyeron ubicaciones con dos o tres niveles y tamaños desde 18.116 hasta 18.580 m²; estas llevan todo que una tienda típica de Kmart Super Center lleva, pero no tienen una gasolinera de Kmart Express ni un centro automotriz; sin embargo, tienen un número de cosas que la mayoría de las tiendas Super Kmart no tienen, incluyendo una tienda Bo Rics Hair Salon, una sucursal de Fifth Third Bank, una ubicación expandida de Jackson Hewitt Tax Center, escaleras mecánicas, ascensores, sistemas Vermaport, y garajes de estacionamiento. La mayoría de estas ubicaciones fueron brevemente remodeladas y remarcadas como tiendas de Sears Grand a finales de los años 2000.

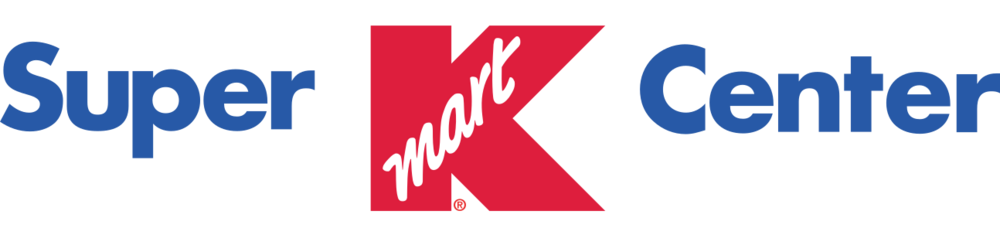
Logotipo original de Super Kmart, usado a principios de los años 1990

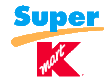
Segundo logotipo de Super Kmart, con el mismo modelo del logotipo de Big Kmart

- K-Café fue un restaurante desde las tiendas Kmart, que sirve un menú bastante estándar de hamburguesas, hot dogs, papas fritas, y otros sándwiches, tales como queso a la parrilla y "Philly Cheesesteaks". También ofrecen un menú completa de productos para el desayuno, incluyendo productos horneados, bagels, y platos de huevo con tocino o salchicha y tales aperitivos como nachos, pretzels, palomitas de maíz, y helado. Además del menú del café, artículos de comida caliente también se pueden comprar en el deli y se come en la "Deli Café" en las tiendas de Super Kmart.
- Kwash fue una lavandería adjunta a la tienda, lanzada por primera vez en mayo de 2010. Actualmente hay sólo un prototipo en un centro anterior para servicio automotriz ubicado en Iowa City, Iowa. Cuenta con una entrada separada, asistentes de lavandería, y Wi-Fi de forma gratuita, junto con una selección limitada de productos de lavandería disponibles para compra.

### Conceptos anteriores
- American Fare fue una cadena de hipermercados que se lanzó por primera vez en enero de 1989. American Fare fue una empresa conjunta con Kmart (que controló un 51 por ciento de la empresa), y Bruno's, una cadena de supermercados basada en Birmingham, Alabama. La primera tienda abrió cerca de Atlanta, Georgia. El espacio comercial de American Fare, que contó con un tamaño de 244.000 22.700 m², incluyó 6.926 m² de combestibles, 9.700 m² de mercancías generales, y 35.000 3.300 m² de indumentaria (incluyendo vestidos, calzados, y accesorios de moda). Delante del establecimiento se abrió una tienda de música y vídeo, un patio de comidas, un banco, un salón de peluquería, una farmacia, y una tienda de tarjetas. Charlotte (Carolina del Norte) tuvo la segunda tienda de American Fare, que abrió a finales de 1989 con sólo 15.000 m² de espacio comercial. La tercera y última tienda abrió en Jackson (Misisipi). En junio de 1992, Bruno's anunció que su asociación con la Kmart Corporation estaba al borde de su rescisión, y que Kmart asumiría la propiedad de las tres tiendas de American Fare. Sin embargo, las tiendas no fueron cerradas hasta mediados de los años 1990. Ahora, Kmart utiliza la marca de American Fare para unos de sus productos consumibles.
- Borders Books fue una cadena de tiendas de libros adquirida por Kmart en 1992. En 1994, Borders se fusionó con Waldenbooks para formar el Borders-Walden Group, que fue vendido en 1995. En febrero de 2011, Borders se declaró en quiebra, y en julio del mismo año, anunció planes para liquidar cuando no pudo encontrar un comprador para continuar las operaciones de las 399 tiendas que permanecieron.
- Builders Square fue una supertienda de mejoras para el hogar. En 1997, fue vendida a Hechinger, que terminó sus operaciones en 1999.
- Kmart Chef fue una cadena pequeña de restaurantes independientes de comida rápida que perteneció a Kmart. Comenzado en 1967 con la primera ubicación en el estacionamiento de un Kmart en Pontiac, Míchigan. El menú limitada de "alto volumen de ventas" (en los términos del fundador de Kmart, S.S. Kresge) constó de comida rápida, incluyendo hamburguesas, papas fritas franceses, hot dogs, y refrescos. La cadena Kmart Chef se terminó en 1974 después de haber albergada sólo once ubicaciones.
- Kmart Food Stores fue una cadena de supermercados fundada en 1962. La mayoría de las ubicaciones de Kmart Foods estaban juntos con las tiendas regulares de Kmart, y a pesar de frecuentemente ser operadas por cadenas de supermercados locales, todos fueron marcadas como "Kmart Foods". La cadena fue suspendida en 1974.
- OfficeMax es una cadena que vende material y muebles de oficina que fue adquirida en 1991, y vendida en 1995.
- Office Square fue una cadena que vendió material y muebles de oficina, y fue el resultado de una escisión de Builders Square. En 1991, OfficeMax fue adquirida por Kmart y Office Square fue fusionada en las tiendas de OfficeMax.
- Pace Membership Warehouse fue una marca que Kmart utilizó para clubes de almacenes, hasta la cadena fue comprada por Walmart. En 1993, Walmart convirtió la mayoría de las tiendas a su propia marca de Sam's Club, y vendió otras a tales cadenas como Bradlees.
- PayLess Drugs fue una cadena de farmacias adquirida por Kmart hasta que fue vendida a TCH Corporation en 1994. La entidad resultante, Thrifty PayLess, fue adquirida en 1996 por Rite Aid, que convirtió todas de las tiendas de PayLess y Thrifty en tiendas de Rite Aid en 1999. La división PayLess también fue el propietario de Bi-Mart, que fue escindida junto con tiendas hermanas como Pay 'n Save.
- The Sports Authority es una cadena de tiendas de equipamiento deportivo que fue adquirida en 1990 y vendida en 1995.
- Waldenbooks fue una cadena de tiendas de libros principalmente situadas en centros comerciales, que fue adquirida en 1984. En 1994, otra cadena de Kmart, Borders Books, fusionó con Waldenbooks para formar el Borders-Walden Group, que fue vendido en 1995.

## Información corporativa

### Contribuciones filantrópicas
"Kmart for Kids" es el programa general para las iniciativas filantrópicas de Kmart. El programa ayuda a los niños para asegurarse de que ellos viven más felizmente y saludablemente a través del soporte de March of Dimes, el St. Jude Children's Research Hospital, y la American Diabetes Association.

#### March of Dimes
Kmart es el mayor patrocinador corporativo de March of Dimes, recaudando más de 71 millones de dólares para bebés más fuertes y más saludables.
El 29 de julio de 2008, Don Germano, el vicepresidente senior de marketing en general para las tiendas Kmart, fue elegido a un término de cinco años en la junta directiva nacional de la March of Dimes Foundation.

#### St. Jude Children's Research Hospital
Kmart for Kids apoya St. Jude a través de su campaña anual "Thanks and Giving", que otorga a los clientes de Kmart una oportunidad para dar gracias para los niños sanos en sus vidas, y donar a ellos que no están sanos. Kmart ha sido una parte de la campaña desde 2006 y ha recaudada más de 8 millones de dólares para St. Jude hasta la fecha.

#### American Diabetes Association
En 2008, Kmart ganó el "Outstanding Corporate Citizen Award" ("Premio al Ciudadano Corporativo Más Destacado") para su apoyo de la American Diabetes Association en su programa "Step Out: Walk to Fight Diabetes" ("Salga: Camina para Luchar Contra la Diabetes"). El tributo honra Kmart para el programa más desarrollado y proactivo en las áreas de la caridad, el desarrollo de comunidades, la diversidad, la filantropía, y el desarrollo asociado. En 2008, Kmart se convirtió en un patrocinador nacional de esa programa y, en los últimos dos años, los clientes y asociados de Kmart han recaudado aproximadamente 1 millón de dólares a través de las campañas en sus tiendas.

### Expediente ambiental
El 9 de mayo de 2007, Kmart se penalizó $102.422 para violaciones de las regulaciones federales sobre desechos peligrosos, agua limpia, y planes y preparaciones para emergencias en 17 de sus centros de distribución. Kmart corregió las violaciones preparando e implementando planes para control y contramedidas sobre la prevención de derrames, aplicando para permisos de aguas pluviales, cumpliendo con requisitos para generadores de desechos peligrosos, y presentando informes sobre la presencia de sustancias peligrosas a organizaciones locales y estatales para la planificación y respuesta de medidas de emergencia. La Agencia de Protección Ambiental también acusó que Kmart no mantuvo información adecuada ni actuó de acuerdo con los requisitos sobre el almacenamiento y disposición de residuos peligrosos. Por ejemplo, la agencia informó que había descubierta tambores para almacenamiento de petróleo con etiquetas incorrectas en un centro en Falls, Pensilvania.
Debido a su preocupación por el medio ambiente, Kmart promovió el reciclaje de baterías. Kmart también propuso gastar alrededor de 80 millones de dólares en anuncios publicitarios de periódico ofreciendo reciclar baterías no deseadas para $2 por cabeza.

### Servicio de Internet "BlueLight"
En 1999 Kmart empezó ofrecer un servicio de Internet dial-up llamada BlueLight, que eventualmente se separó como una empresa independiente. BlueLight fue inicialmente gratuito y fue apoyado por los anuncios de banner. BlueLight dejó el servicio gratuito en febrero de 2001 y fue readquirido por Kmart en julio de 2001. En 2002, United Online, que también es propietaria de NetZero y Juno, compró el servicio BlueLight después de que Kmart declaró su quiebra. En agosto de 2006, Bluelight dejó sus anuncios de banner. En agosto de 2006, el servicio cuesta $14,95 por cada mes y tiene alrededor de 165.000 suscriptores.

### Patrocinios de carreras
Kmart fue un patrocinador importante en NASCAR y la serie difunta CART. Fue un patrocinador de Newman/Haas Racing, que perteneció al actor Paul Newman y el corredor anterior Carl Haas. Sus conductores en CART incluyeron Nigel Mansell y el dúo padre-hijo de Michael y Mario Andretti. Mansell y Michael Andretti ganaron campeonatos bajo el patrocinio de Kmart, en 1991 y 1993, respectivamente. La tienda también patrocinó el Kmart 400, sancionado por NASCAR, en el circuito Michigan and North Carolina Speedway. Lake Speed obtuvo la primera victoria de Kmart en NASCAR en 1988 en el Darlington Raceway. Más recientemente, en NASCAR, la tienda patrocinió el #60 No Fear Ford Fusion de Boris Said en 2006.

## Mascota y portavoz
En mayo de 2007, Sears Holdings Corporation y Kmart nombraron una mascota y portavoz nueva para Kmart, llamada "Mr. Bluelight". Nombrado por los "Blue Light Specials", por los cuales Kmart es muy bien conocida, Mr. Bluelight es una bombilla parlante animada quien otorga a los clientes ideas para ayudarles en sacar el máximo provecho de sus experiencias con Kmart. Mr. Bluelight ha aparecido en un número de comerciales de televisión. Especiales asociados con Mr. Bluelight dentro de las tiendas Kmart son anunciados como "Blue Light Finds" (para mercancías marcadas desplegablemente) y "Best of Blue" (para productos de gama más alta, frecuentemente productos con marcas de fábrica).

## Tiendas en Canadá, Europa, y Australia

Logotipo de Kmart Australia

En el pasado, Kmart también tuvo una presencia mayor en Canadá, con la primera tienda de Kresge en ese país abriendo en 1929. Kmart cerró 5 tiendas en Montreal y varias otras tiendas en Quebec en 1983 debido al hecho que la empresa estaba reestructurándose. Sin embargo, como resultado de las dificultades financieras de Kmart, la división canadiense, que comprendió 112 tiendas, se vendió al competidor Zellers de la Compañía de la Bahía de Hudson en mayo de 1998, y después de esto, las tiendas fue cerradas o convertidas. Una tienda en Saint-Laurent, Quebec (ahora Montreal) se convirtió en una ubicación de Canadian Tire en vez de una tienda de Hudson porque la alameda que anteriormente albergó la tienda Kmart ya tuvo una tienda Zellers.
Como las tiendas de Target, las tiendas australianas con la marca Kmart pertenecieron a Coles Myer antes de ser adquiridas en 2007 por Wesfarmers, que también tiene los derechos a la marca de Kmart en Nueva Zelanda.
En 1992, Kmart compró varios grandes almacenes de la era comunista en Europa Oriental, incluyendo 13 en lo que anteriormente era Checoslovaquia que fueron comprados del gobierno anterior de Checoslovaquia. Una de estas tiendas fue el grande almacén MAJ en Národní Trída en Praga. Muchos de estos almacenes fueron rentables, con la ubicación en Bratislava estableciendo un récord exclusiva de ventas para la empresa. Sin embargo, las problemas más grandes de Kmart en los Estados Unidos encontraron con sus operaciones europeas más adelante en la década. En 1996, la Kmart Corporation anunció que había acordada vender las seis tiendas de Kmart en la República Checa y las siete tiendas en Eslovaquia a Tesco P.L.C. de Gran Bretaña por alrededor de 117,5 millones de dólares, para enfocarse en sus operaciones principales en América del Norte.

## Súper Kmart Center México

Super Kmart Center Cuernavaca, México.

Los Centros Super Kmart en México fueron lanzados en 1994 con la apertura de 2 tiendas en las ciudades de Cuautitlán Izcalli y San Mateo, ambos suburbios de la Ciudad de México. 2 tiendas más abrieron en la primavera de 1995 en las ciudades de Tlalnepantla, otro suburbio de la Ciudad de México, y Cuernavaca, una hora al sur de la Ciudad de México. Las tiendas eran casi idénticas a sus contrapartes estadounidenses tanto en apariencia como en productos que llevaban, con la excepción de algunos departamentos de alimentos, por ejemplo, la Tortilleria, un departamento donde se podían comprar tortillas de maíz frescas, y la salchichoneria, una especie de carnicero de delicatessen/tienda donde los clientes pueden regatear con el carnicero. Estas tiendas eran una empresa conjunta entre Kmart y El Puerto de Liverpool, una empresa mexicana que opera grandes almacenes de alta gama, como Macy's o Bloomingdales. Había rumores de que Kmart tenía grandes planes para su división en México, y que querían abrir 50 nuevas tiendas en un lapso de 5 años, cuando en realidad, sólo el 10% de ese objetivo se logró (5 tiendas) en un lapso de 3 años. Se suponía que un quinto Super Kmart mexicano abriría en el verano de 1997 en Puebla, al este de la Ciudad de México, pero Kmart vendió sus supertiendas mexicanas a Controladora Comercial Mexicana en marzo de 1997 para centrarse más en sus tiendas en los Estados Unidos, Cuatro de estas tiendas (San Mateo, Izcalli, Cuernavaca, y Puebla) formaron parte de la cadena mexicana de hipermercados llamada Mega, propiedad de Controladora Comercial Mexicana, quien a partir del 4 de enero de 2016, parte de ella se convierte en una subsidiaria de Organización Soriana, dejando a las Sucursales de Puebla, San Mateo e Izcalli como parte de esta Organización mientras que la de Cuernavaca forma parte de Grupo La Comer (nombre comercial de Comercial City Fresko, S. de R.L. de C.V.; subsidiaria completa de La Comer, S.A.B. de C.V., creada a partir de la división de Controladora Comercial Mexicana).
Nota: la tienda de Puebla todavía estaba en construcción cuando se produjo la venta. 
La quinta tienda en Tlalnepantla fue derribada en 2004 para la construcción del actual Costco.

## Directores ejecutivos
- Louis D'Ambrosio, presidente anterior de Avaya
- W. Bruce Johnson, presidente y director actual de Sears Holdings Corporation[46]
- Aylwin Lewis, presidente y director anterior de Sears Holdings Corporation
- Bernard Fauber
- Charles Conaway
- Floyd Hall
- Harry Cunningham
- James Adamson
- Joseph Antonini
- Julian Day
- S. S. Kresge, fundador